# Даниил Търновски
Даниил (на гръцки: Δανιήλ) е гръцки духовник, митрополит на Вселенската патриаршия.

## Биография
Роден е на Сифнос. Около 1785 година е ръкоположен за титулярен рожки епископ, викарен епископ на митрополита на Навпакт и Арта Макарий (1779 – 1794). През октомври 1794 година е избран за ужички и валевски митрополит. През март 1802 година е избран за търновски митрополит. В Търново довежда племенниците на йеромонах Антим и Неофит, които през 1804 година ръкополага съответно за врачански и червенски епископ. Умира през януари 1806 година.